# Maxstadt
Maxstadt [makʃtat] est une commune française, faisant partie de l'Agglo Saint-Avold Centre mosellan, située dans le département de la Moselle et le bassin de vie de la Moselle-Est, en région Grand Est.
Depuis le dernier recensement de 2009 à 2013, la population a fortement augmenté de 10,5 % en passant de 295 à 326 habitants.
Ses 326 habitants vivent sur une superficie totale de 7,91 km2 avec une densité de 41 habitants par km2 et une moyenne d’altitude de 283,5 m.
Biding, Barst, Leyviller, Altrippe, Frémestroff, Laning, Lixing-lès-Saint-Avold et Vahl-Ebersing sont ses villages voisins.
La grande ville la plus proche de Maxstadt est Saint-Avold et se trouve à 9,5 kilomètres au nord à vol d'oiseau
.
Les gares ferroviaires les plus proches de Maxstadt sont à Valmont, (Gare TER de Sain-Avold ; 9,9 kilomètres) et Forbach (Gare TGV de Forbach ; 23,4 kilomètres).
Bien qu'aucun gentilé officiel ne soit déposé, les habitants du village ont pour habitude de s'appeler les "Maxstadtois".

## Géographie

### Localisation

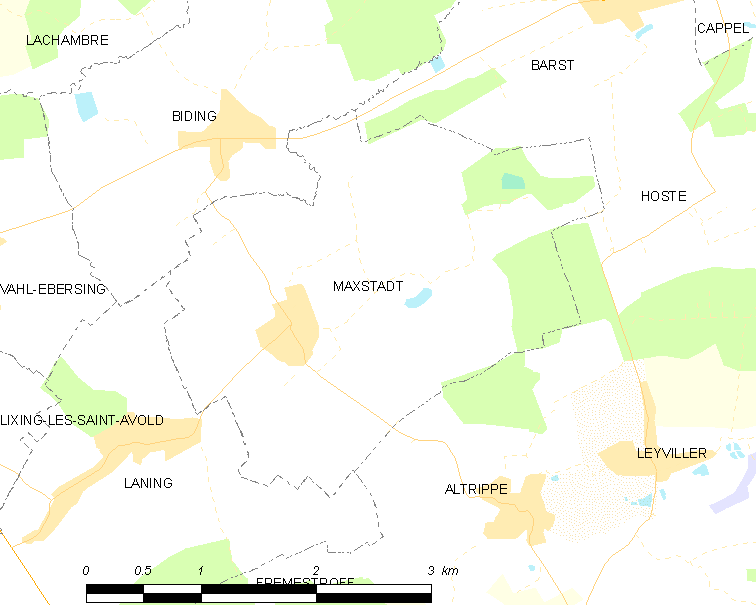
Carte de la commune de Maxstadt et des communes limitrophes.

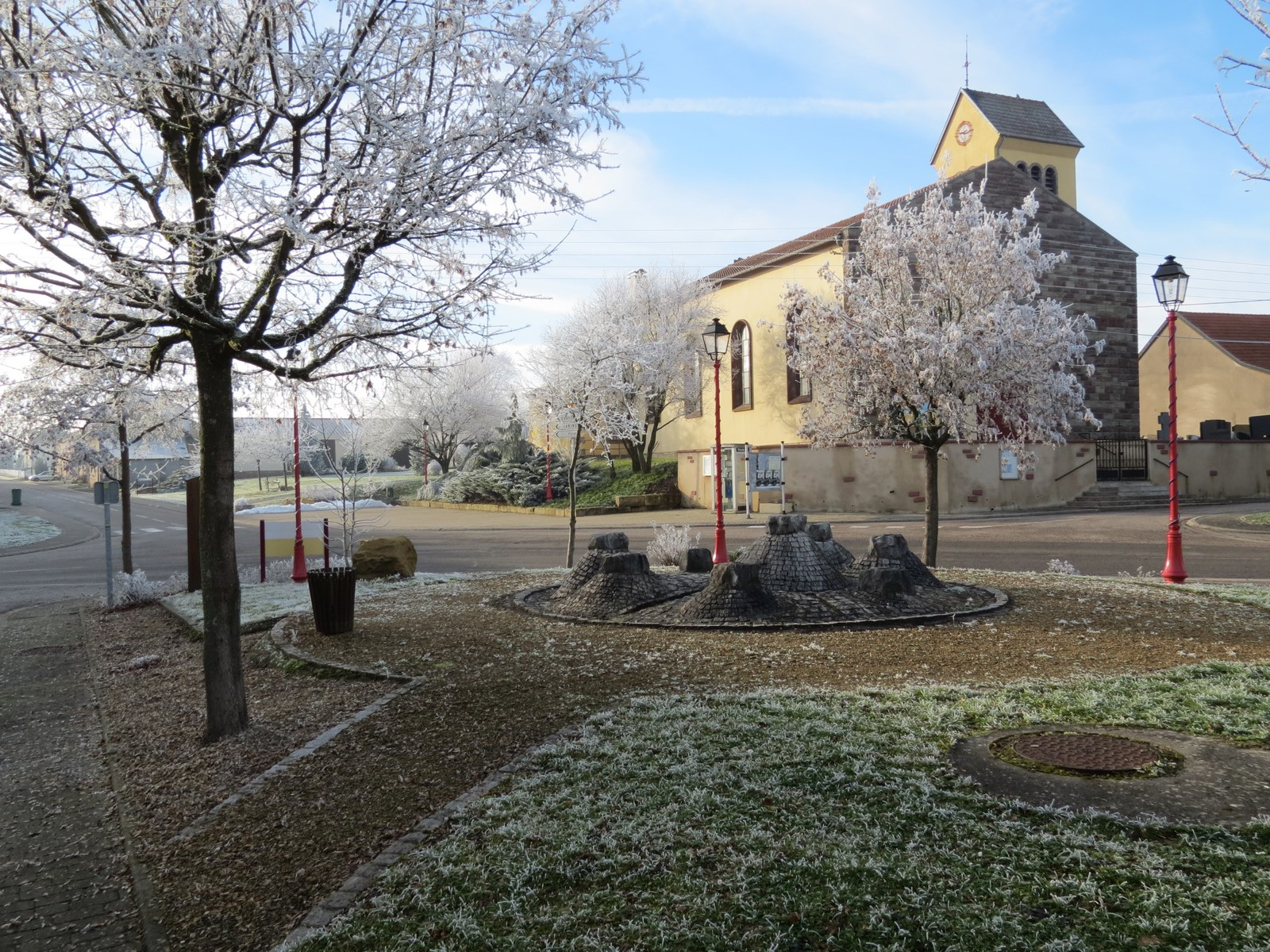
Le centre du village et l'église Saint-Jacques-le-Majeur.

Maxstadt est une commune située dans le département de la Moselle (région de Lorraine). Sa superficie est de 7,91 km2. Maxstadt porte le code Insee 57453 et est associée au code postal 57660. Elle se situe géographiquement à une altitude de 280 mètres environ. À vol d'oiseau, elle se situe à 45 km de Metz, préfecture du département. La commune fait partie du bassin de vie de Saint-Avold dont elle est éloignée de 9,5 km.
Son paysage est constitué de vastes prairies, de terres labourables et de forêts. De petits ruisseaux, affluents du Langenbach puis de la Nied allemande, encerclent le village par l'est.

### Communes limitrophes
Les communes les plus proches sont : Laning (1,5 km), Biding (1,7 km), Altrippe (2,5 km), Lixing-lès-Saint-Avold (3 km), Vahl-Ebersing (3 km), Fremestroff (3,1 km), Leyviller (3,4 km), Barst (4 km), Freybouse (4,4 km) et Cappel (5,2 km)

### Hydrographie
La commune est située dans le bassin versant du Rhin au sein du bassin Rhin-Meuse. Elle est drainée par le ruisseau de l'Étang de Maxstadt, le ruisseau le Graben et le ruisseau le Langenbach.

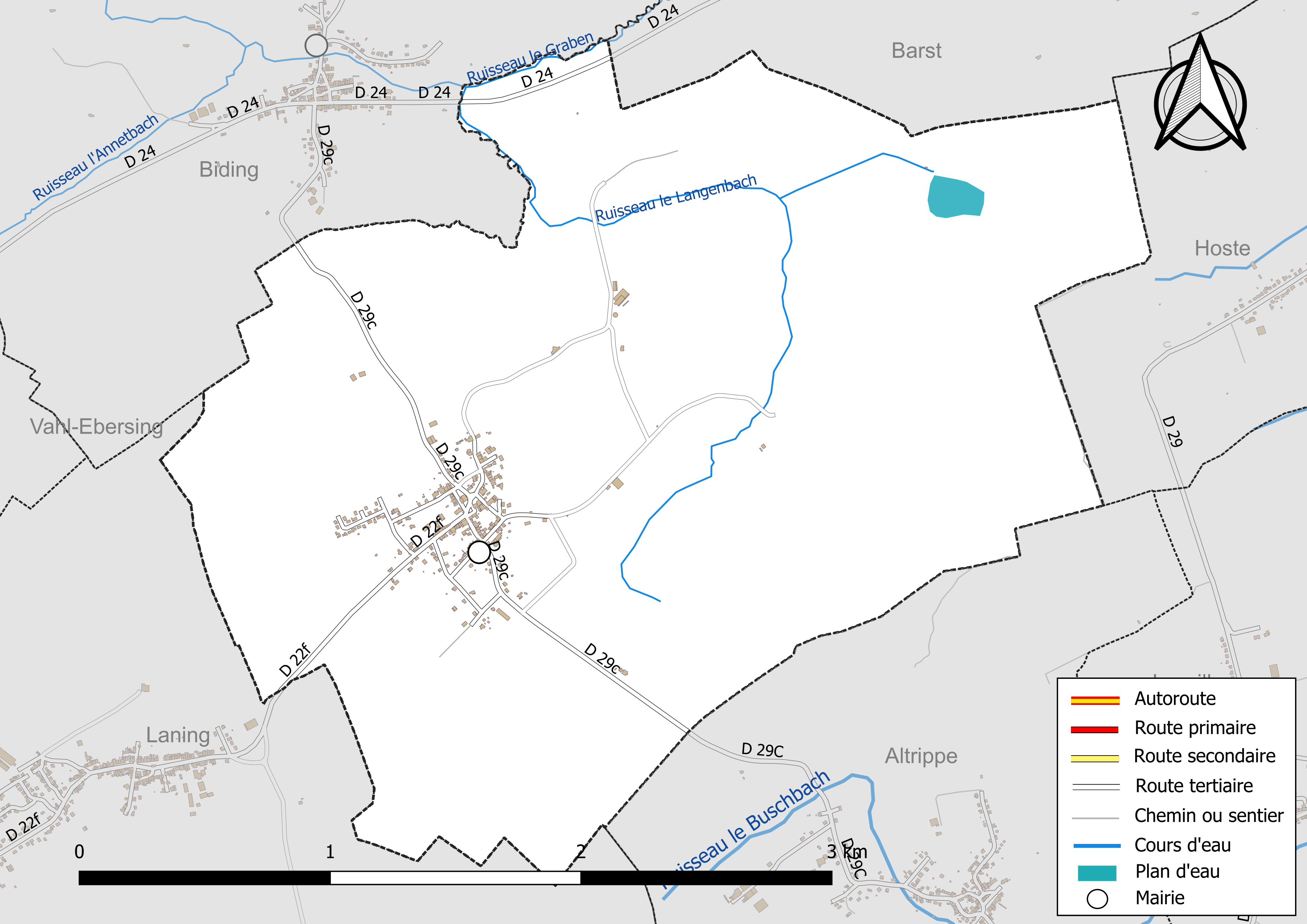
Réseaux hydrographique et routier de Maxstadt.

### Climat
Pour des articles plus généraux, voir Climat du Grand Est et Climat de la Moselle.
En 2010, le climat de la commune est de type climat des marges montargnardes, selon une étude du Centre national de la recherche scientifique s'appuyant sur une série de données couvrant la période 1971-2000. En 2020, Météo-France publie une typologie des climats de la France métropolitaine dans laquelle la commune est exposée à un climat semi-continental et est dans la région climatique  Lorraine, plateau de Langres, Morvan, caractérisée par un hiver rude (1,5 °C), des vents modérés et des brouillards fréquents en automne et hiver. 
Pour la période 1971-2000, la température annuelle moyenne est de 9,7 °C, avec une amplitude thermique annuelle de 17,1 °C. Le cumul annuel moyen de précipitations est de 792 mm, avec 11,9 jours de précipitations en janvier et 9,4 jours en juillet. Pour la période 1991-2020, la température moyenne annuelle observée sur la station météorologique de Météo-France la plus proche, « Seingbouse », sur la commune de Seingbouse à 8 km à vol d'oiseau, est de 10,5 °C et le cumul annuel moyen de précipitations est de 731,4 mm. 
La température maximale relevée sur cette station est de 37,9 °C, atteinte le 25 juillet 2019 ; la température minimale est de −17 °C, atteinte le 20 décembre 2009,,. 
Les paramètres climatiques de la commune ont été estimés pour le milieu du siècle (2041-2070) selon différents scénarios d'émission de gaz à effet de serre à partir des nouvelles projections climatiques de référence DRIAS-2020. Ils sont consultables sur un site dédié publié par Météo-France en novembre 2022.

## Urbanisme

### Typologie
Au 1er janvier 2024, Maxstadt est catégorisée commune rurale à habitat dispersé, selon la nouvelle grille communale de densité à sept niveaux définie par l'Insee en 2022.
Elle est située hors unité urbaine. Par ailleurs la commune fait partie de l'aire d'attraction de Saint-Avold (partie française), dont elle est une commune de la couronne,. Cette aire, qui regroupe 28 communes, est catégorisée dans les aires de moins de 50 000 habitants,.

### Occupation des sols
L'occupation des sols de la commune, telle qu'elle ressort de la base de données européenne d’occupation biophysique des sols Corine Land Cover (CLC), est marquée par l'importance des territoires agricoles (84,4 % en 2018), une proportion sensiblement équivalente à celle de 1990 (84,8 %). La répartition détaillée en 2018 est la suivante : 
terres arables (60,6 %), prairies (23,8 %), forêts (12 %), zones urbanisées (3,6 %), zones agricoles hétérogènes (0,1 %). L'évolution de l’occupation des sols de la commune et de ses infrastructures peut être observée sur les différentes représentations cartographiques du territoire : la carte de Cassini (XVIIIe siècle), la carte d'état-major (1820-1866) et les cartes ou photos aériennes de l'IGN pour la période actuelle (1950 à aujourd'hui).

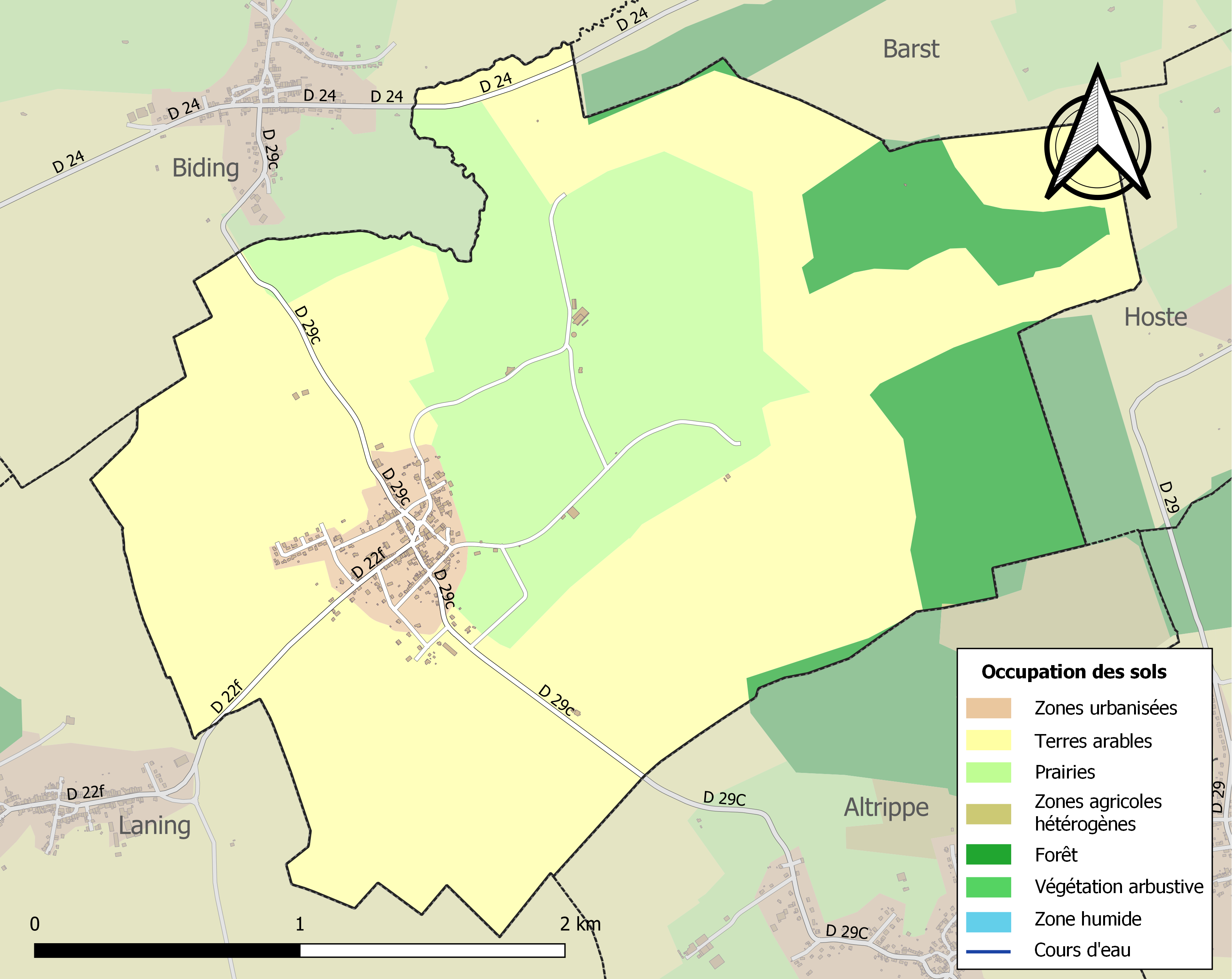
Carte des infrastructures et de l'occupation des sols de la commune en 2018 (CLC).

### Logement
En 2013, le nombre total de logements dans la commune était de 131, alors qu'il était de 92 en 1999. Cette augmentation suit la hausse démographique, la commune ayant gagné 74 habitants dans l'intervalle.
En 2013, parmi ces logements, 94 % étaient des résidences principales et 6 % des logements vacants. Notons qu'il n'y a pas de résidences secondaires. Ces logements étaient pour 95,5 % d'entre eux des maisons individuelles et pour 4,5 % des appartements.
La même année, 94,4 % des résidences principales étaient occupées par leur propriétaire et 3,2 % par des locataires. Le taux de propriétaires a stagné en quatorze ans, puisqu'il était de 94 % en 1999.
En 2013, sur les 124 ménages habitant la commune, 5 soit 4 % y vivaient depuis moins de deux ans, 15 ménages, soit 12,1 % y vivaient depuis deux à quatre ans, 30 ménages, soit 24,2 % y vivaient depuis cinq à neuf ans, et 74 ménages soit 59,7 % depuis plus de dix ans
|                                                  | 1999 | 2006 | 2008 | 2013 |
| ------------------------------------------------ | ---- | ---- | ---- | ---- |
| Ensemble                                         | 92   | 94   | 108  | 131  |
| Résidences principales                           | 83   | 91   | 104  | 124  |
| Résidences secondaires et logements occasionnels | 0    | 0    | 0    | 0    |
| Logements vacants                                | 9    | 3    | 4    | 8    |
|                                                  |      |      |      |      |
| Maisons                                          | 88   | 91   | 106  | 126  |
| Appartements                                     | 4    | 3    | 2    | 6    |

## Toponymie
Extrait du : Dictionnaire Topographique de l'ancien département de la Moselle, rédigé en 1868 :
Outre les noms dont la terminaison en -ac représentait un enclos ou domaine rustique, les Gaulois en avaient d’autres dont la terminaison -mag donnait l’idée d’une construction plus importante, terminaison que les Romains ont transformée en magus et dont nous avons fait meix dans le vieux langage français. Les « Maxes », « Mégange », etc. ont conservé la trace de cette forme de noms.
- Forme ancienne : Machistat, date 875 (abbaye. Sainte-Glossinde. charte. Louis le Germanique).
- Forme ancienne : Madastat, date 960 (abbaye Saint-Pierre, charte Othon Ier)
- Forme ancienne : Machestat, date 962 (abbaye Sainte-Glossinde charte conf.)
- Forme ancienne : Madalsteit, date 993 (abb. Saint-Pierre, charte Othon II)
- Forme ancienne : Makestach, date 1293 (abb. Sainte-Gloss. état des biens)
- Forme ancienne : Mackstadt, date 1365 (Kremer, Ard. Gesch. II, 509)
- Forme ancienne : Maxtat, date 1377 (abb. Sainte-Gloss. Liasse Maxstadt)
- Forme ancienne : Magstadt, date 1441 (arrêt de réunion de 1680)
- Forme ancienne : Maixtadt, date 1429 (archives Historiques de A11)
- Forme ancienne : Mackstat, date 1471 (cartulaire év. de Metz, t. V, p. 146 V°v)
- Forme ancienne : Maxstatd, date 1525 (Henri Lepage, documents inédits sur la guerre des rustauds 1861)
- Forme ancienne : Machstat et Magstat, date 1544 (pouillé de Metz)
- Forme ancienne : Magstatt, date 1595 (archives de Saint-Avold, charte du duc Charles)
- Forme ancienne : Magstat, date 1609 (abb. Sainte-Gloss. liasse Host)
- Forme ancienne : Maxtat, date 1779 (Dur. Lorr.)
- Forme ancienne : Marcstatte, date 1793 (Bulletin des lois de la Republique Francaise - Volumes 3 à 4 - Page 266)
- Forme ancienne : Marcstatte, date 1826 (Collection complète des lois, décrets d'intérêt général, ... - Page 98)
- Forme ancienne : Magtat, (carte Cassini)
- Forme ancienne : Maxtadt, (carte de l'État-Major)

Extrait de : Société d'archéologie et d'histoire de la Moselle, Volumes 2 à 4 :
Le nom de la commune provient à la fois du patronyme d’un homme germanique Mago (changer en Macho) et du suffixe issu de l’ancien haut allemand Statt (la place, la localité). La première mention du nom de la commune Machistat (ou Maxtat) qui atteste de la réunion de ces deux éléments, remonte à l’an 875. À partir du Xe siècle, la composition du nom connaît quelques modifications : on passe à la graphie Machestat en 962, puis Malchistat en 974 ou encore Machistat en 1139. Vers 1322, le « h » cède sa place au « k » afin d’obtenir Makestat et Mackstat/Mackstadt en 1365 tandis que la lettre « x » caractéristique de l’orthographe actuelle apparaît en 1377 avec le nom Maxstat. Suit une période pendant laquelle la commune est connue sous l’appellation Magstadt de 1441 à 1779 avant de prendre le nom de Maxstatt. Le toponyme se fixe définitivement en 1869, ayant été maintenu dans cette graphie durant les deux annexions de l'Alsace-Moselle (1871-1918 et 1940-1945).

## Histoire
Le village appartenait, dès le IXe siècle, à l'abbaye Sainte-Glossinde de Metz. Il faisait communauté avec Hoste, et était siège d'une justice haute, moyenne et basse en 1681, sous la châtellenie de Hombourg. — Cure de l’archiprêtré de Morhange, qui avait pour annexe Barst et dépendait de l’abbaye Sainte-Glossinde. — Il y avait de plus une chapelle dédiée à sainte Odile.
De 1751 à 1790, Maxstadt faisait partie du bailliage de Boulay, sous la coutume de l'Évêché de Metz.
De 1790 à 1802, le village fit partie du canton de Hellimer puis passa en 1802 dans le canton de Grostenquin.
Depuis le 22 mars 2015 : fait partie du canton de Sarralbe.

## Politique et administration

### Situation administrative
D'un point de vue administratif, Maxstadt est une petite commune du département de la Moselle, dépendante de la sous-préfecture de Forbach, située dans le canton de Sarralbe de l'arrondissement de Forbach-Boulay-Moselle.
Maxstadt est membre de l'Agglo Saint-Avold Centre mosellan.
Maxstadt relève de la quatrième circonscription de la Moselle, dont le député est Alain Marty (UMP) depuis les élections de 2012

### Administration municipale
Le nombre d'habitants au dernier recensement étant compris entre 100 et 499, le nombre de membres du conseil municipal est de 11
Depuis les élections municipales de 2014, Sébastien Lang, tête de liste, a été élu dès le premier tour et a proposé de s'entourer de 3 adjoints. Le maire de Maxstadt a donné son parrainage à Jean-Luc Mélenchon pour l'élection présidentielle de 2017. Sur les 11 membres du conseil municipal, le maire et 3 autres conseillers sont issus du mandat précédent et 8 sont nouvellement élus. Le conseil municipal est composé de 3 femmes et 8 hommes
La mairie emploie une secrétaire, un ouvrier communal, un agent d'entretien et une responsable du bureau de Poste.

### Liste des maires
La plupart des maires de Maxstadt ont effectué plusieurs mandats, et 21 maires différents se sont ainsi succédé depuis 1814. Deux maires ont effectué trois mandats successifs, il s'agit de Julien Thiel, en poste de 1956 à 1977, et Joseph Schmitt, de 1977 à 1995. Henriette Kinosky est la seule femme à avoir été élue maire de la commune de 1995 à 2001, sur l'ensemble des élus et sur ces 2 derniers siècles. 

## Population et société

### Démographie

#### Évolution démographique
L'évolution du nombre d'habitants est connue à travers les recensements de la population effectués dans la commune depuis 1793. Pour les communes de moins de 10 000 habitants, une enquête de recensement portant sur toute la population est réalisée tous les cinq ans, les populations de référence des années intermédiaires étant quant à elles estimées par interpolation ou extrapolation. Pour la commune, le premier recensement exhaustif entrant dans le cadre du nouveau dispositif a été réalisé en 2004.

En 2022, la commune comptait 296 habitants, en évolution de −8,92 % par rapport à 2016 (Moselle : +0,52 %, France hors Mayotte : +2,11 %).
| 1793 | 1800 | 1806 | 1821 | 1836 | 1841 | 1861 | 1866 | 1871 |
| ---- | ---- | ---- | ---- | ---- | ---- | ---- | ---- | ---- |
| 276  | 310  | 425  | 438  | 504  | 500  | 499  | 512  | 485  |

| 1875 | 1880 | 1885 | 1890 | 1895 | 1900 | 1905 | 1910 | 1921 |
| ---- | ---- | ---- | ---- | ---- | ---- | ---- | ---- | ---- |
| 457  | 434  | 363  | 367  | 378  | 393  | 366  | 345  | 270  |

| 1926 | 1931 | 1936 | 1946 | 1954 | 1962 | 1968 | 1975 | 1982 |
| ---- | ---- | ---- | ---- | ---- | ---- | ---- | ---- | ---- |
| 256  | 283  | 277  | 223  | 239  | 265  | 259  | 265  | 269  |

| 1990 | 1999 | 2004 | 2006 | 2009 | 2014 | 2019 | 2022 | - |
| ---- | ---- | ---- | ---- | ---- | ---- | ---- | ---- | - |
| 264  | 252  | 263  | 259  | 295  | 327  | 298  | 296  | - |

La forte augmentation de cette dernière décennie est due à l'aménagement d'un lotissement situé à l'ouest du village.

#### Pyramide des âges
La population de la commune est relativement jeune.
En 2018, le taux de personnes d'un âge inférieur à 30 ans s'élève à 30,2 %, soit en dessous de la moyenne départementale (33,6 %). À l'inverse, le taux de personnes d'âge supérieur à 60 ans est de 24,2 % la même année, alors qu'il est de 26,2 % au niveau départemental.
En 2018, la commune comptait 158 hommes pour 149 femmes, soit un taux de 51,47 % d'hommes, largement supérieur au taux départemental (48,92 %).
Les pyramides des âges de la commune et du département s'établissent comme suit.
| Hommes | Classe d’âge | Femmes |
| ------ | ------------ | ------ |
| 0,0    | 90 ou +      | 2,1    |
| 7,2    | 75-89 ans    | 11,7   |
| 11,8   | 60-74 ans    | 15,9   |
| 28,8   | 45-59 ans    | 25,5   |
| 16,3   | 30-44 ans    | 20,7   |
| 13,7   | 15-29 ans    | 6,9    |
| 22,2   | 0-14 ans     | 17,2   |

| Hommes | Classe d’âge | Femmes |
| ------ | ------------ | ------ |
| 0,6    | 90 ou +      | 1,5    |
| 6,8    | 75-89 ans    | 9,5    |
| 17,2   | 60-74 ans    | 18,4   |
| 20,9   | 45-59 ans    | 20,5   |
| 19,5   | 30-44 ans    | 18,6   |
| 17,7   | 15-29 ans    | 15,7   |
| 17,4   | 0-14 ans     | 15,8   |

#### Ménages
En 2010, la commune comptait 124 ménages. La part de ménages d'une personne, 18,52 % correspondait presque à la moitié de la moyenne nationale, 34 %. En revanche, la proportion de ménages avec famille, 81,48 % à Maxstadt est bien plus importante que dans la France entière avec 66 %. Maxstadt est un village, résolument familiale, avec un taux de 48,15 % de ménages composés de 3 à 4 personnes.
| Ménages de :          | 1 personne | 2 pers. | 3 pers. | 4 pers. | 5 pers. | 6 pers. ou + |
| --------------------- | ---------- | ------- | ------- | ------- | ------- | ------------ |
| Maxstadt              | 18,52 %    | 29,63 % | 22,22 % | 25,93 % | 3,7 %   | 0 %          |
| France métropolitaine | 34 %       | 33,07 % | 14,48 % | 12,21 % | 4,56 %  | 1,69 %       |
| Sources des données:' |            |         |         |         |         |              |

### Associations

#### Association Foncière[29]
L'Association Foncière de Maxstadt (l'AF) a été créée à la suite du remembrement périphérique de la commune, effectué entre 1995 et 1997. Elle regroupe principalement les agriculteurs de la commune. Cette création a été indispensable car le remembrement a supprimé de nombreuses routes et chemins communal qui permettaient auparavant, l'accès aux différentes parcelles d'exploitations privées. Afin de garantir et facilité les accès aux nouvelles parcelles, l'AF a du recréer des routes et chemins privés supplémentaires, en cédant une partie de ses terres.
Aujourd'hui, l'AF continue la gestion de l'entretien de ces routes et chemin privés ainsi que de leurs fossés de drainages.

#### Amicale des Sapeurs Pompiers de Maxstadt[29]
Le Corps et l'Amicale des Sapeurs Pompiers de Maxstadt, a été refondé en 1953 par M. Schmitt Joseph, chef de corps et président de l'amicale jusqu'en 1974.
À partir de 1974, Raymond Kinosky prend le relai, puis il passe le flambeau en 1984 à Lucien Kieffer jusque vers 1995. 
Aujourd'hui, à cause d'un effectif trop faible et d'un manque de moyens, le corps et ses membres ont disparu, mais l'amicale existe toujours.
Depuis le milieu des années 1990, Maxstadt dépend du centre d'intervention de Vahl-Ebersing.

#### Les Amis de Chapelle[29]

Attribut des Amis de la chapelle de Maxstadt (colorisé, non officiel).

L'association « les Amis de la Chapelle » a été créée par la commune le 8 décembre 1996, pour organiser la restauration de la chapelle Sainte-Odile du village.
Elle a pour objectifs : 
- restaurer la chapelle Sainte-Odile ;
- canaliser les énergies des personnes de bonne volonté qui désireraient prendre part bénévolement à cette restaurations ;
- organiser le travail de ces bénévoles ;
- tenir des assemblées périodiques ;
- exercer toute activité et organiser toute manifestation propre à réaliser les buts que s'est fixés l'association ;
- l'association ne poursuit aucun but lucratif, politique, ou religieux.

Aujourd'hui, l'association organise, le 1er mai de chaque année, une marche populaire et un repas afin de subvenir à l'entretien et au fonctionnement de la chapelle.

### Cultes

Notre-Dame du Vahl.

La paroisse catholique Saint Jacques de Maxstadt est regroupée en la Communauté de Paroisses Notre Dame du Vahl, qui fait partie de l'Archiprêtré de Saint-Avold, de la zone pastorale de Saint-Nabor, du diocèse de Metz.
Cette communauté est composée de huit paroisses et ses messes sont régulièrement célébrées à  : 
- L'église Notre-Dame du Vahl (Laning)
- La chapelle Saint-Barthélemy (Lixing-lès-Saint-Avold)
- L'église Saint-Rémi (Altviller)
- L'église Sainte-Barbe (Biding)
- L'église Saint-Martin (Lachambre)
- La chapelle Notre-Dame de la Merci (Holbach)
- L'église Saint-Jean-Baptiste (Vahl-Ebersing)
- L'église Saint-Jacques (Maxstadt)

L'église Saint-Jacques de Maxstadt appartient à la commune, qui entretient essentiellement le bâtiment et son extérieur. 
Les biens de la paroisse sont gérés par le conseil de fabrique, régi par le "droit local" toujours en vigueur dans les départements d'Alsace et de Moselle.
Un autre lieu de culte catholique est aussi présent sur la commune : La chapelle Sainte-Odile.
Appartenant également à la commune, sa gestion et son entretien intérieur sont effectués par l'association "Les Amis de la chapelle", créée en 1996 pour sa restauration.
Un dernier lieu est à noter, il s’agit d'une grotte à Marie. Cette grotte privée appartient et a été construite par la famille Hertzog.

## Culture locale et patrimoine

### Lieux et monuments

#### Patrimoine historique
- Vestiges de nombreuses villas (sites non fouillés).

#### Patrimoine religieux

##### L'église Saint-Jacques-le-Majeur

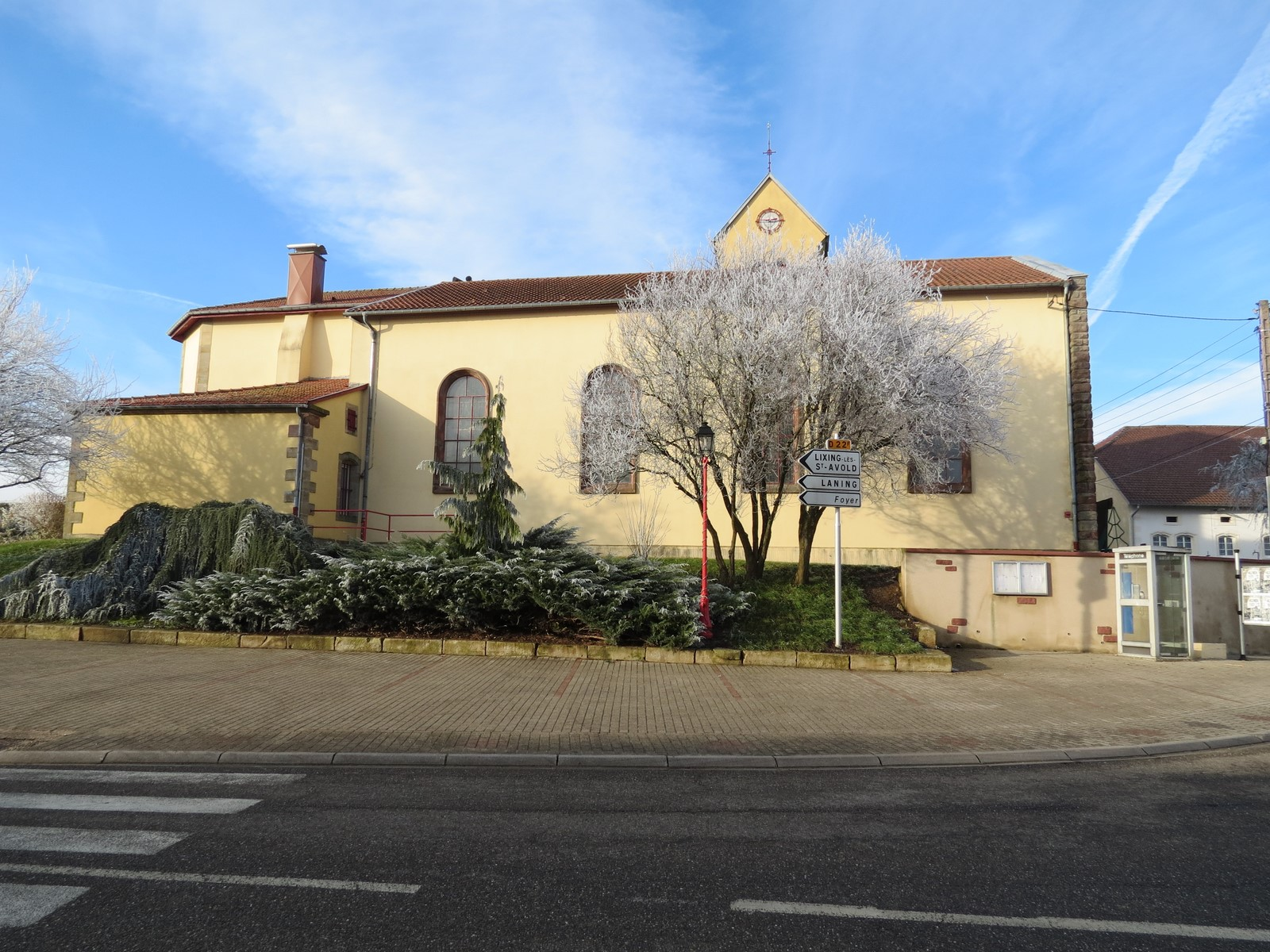
L'Église Saint-Jacques, patron de la paroisse.

- 1762 : Construction de l'Église Saint-Jacques-le-Majeur
- 1939 à 1945 : Détruite durant cette seconde guerre
- 1950 à 1960 : Reconstruite en une église dite "moderne"
- Octobre 2016 : Réfection du parvis de l'église ; aménagement d'une place de parking, d'un accès à l'église et de l'ancien cimetière, pour les personnes à mobilité réduite

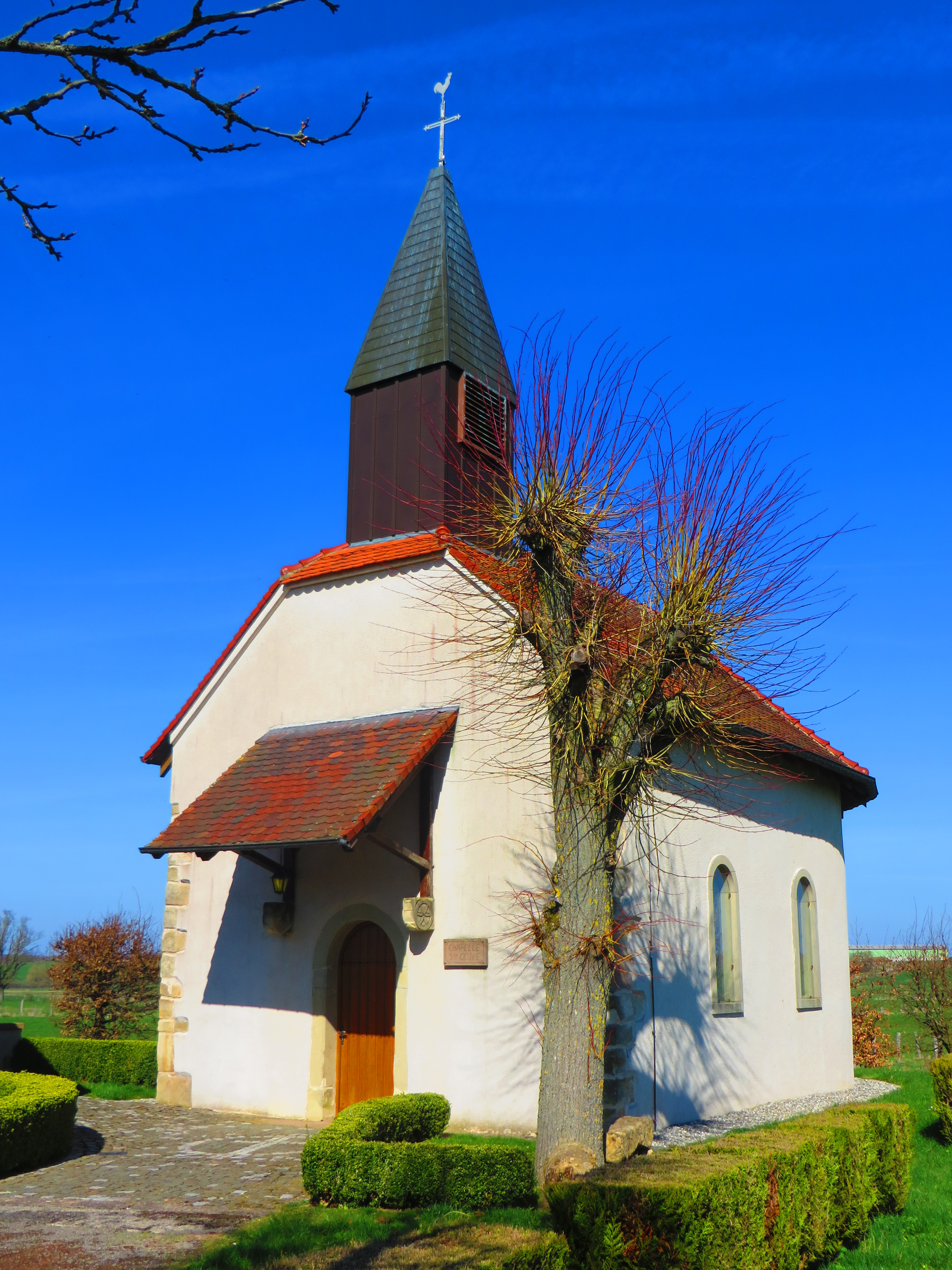
La Chapelle Sainte-Odile

.

##### La chapelle Sainte-Odile[29]
La chapelle Sainte-Odile est une des rares chapelles du département qui soient dédiées à la grande sainte alsacienne Odile de Hohenbourg.
La source qui s'y trouve était vénérée par nos ancêtres celtes comme déesse guérisseuse, son eau était de toute éternité connue pour guérir les maladies des yeux.
Après les grands-parents druides qui y célébraient un culte à Sirona, Mithra ou autre déesse, un moine irlandais s'établit probablement dans cette thébaïde en y créant un ermitage.
En 1267, le seigneur voué du village, Guillaume de Deneuvre-Blamont (54) y fit construire en l'honneur de son épouse Odile de Hénaménil une chapelle dédiée à sainte Luce et sainte Odile.
Sainte Lucia, était une noble vierge de Syracuse, où elle vécut vers 400, donna tous ses biens aux pauvres et fit vœu de virginité, ce qui irrita son fiancé qui la fit assassiner. La martyre envoya ses yeux à son fiancé (qui en avait apprécié la beauté), pour le guider dans la vie. Elle est vénérée surtout en Suède, le 13 décembre, comme sainte Odile.
Cette dernière est née vers 700, fille du duc d'Alsace Aldaric d'où est sortie la lignée des ducs de Lorraine. Son père avait voulu la faire périr parce qu'elle était née aveugle, sa mère la sauva et la confia à un couvent où elle guérit miraculeusement le jour de son baptême. Son père converti, lui offrit le château de Hohenbourg, situé au mont Sainte-Odile, où elle fonda un couvent. Elle fut proclamée patronne de l'Alsace.
Jadis, à partir du 13 décembre, nos ancêtres fermaient hermétiquement, la nuit, portes et fenêtres afin d'empêcher les mauvais esprits, les sorciers et les démons d'y entrer et d'étouffer leurs bébés dans les berceaux et ou le bétail dans les étables. Pour les éloigner, les jeunes gens du village sillonnaient les rues en faisant claquer leurs fouets les 12 nuits précédent Noël.
Autrefois, la chapelle se lovait au milieu d'arbres centenaires, un appentis la jouxtait servant d'abri aux pèlerins qui venaient nombreux de toute la région pour soigner leurs yeux malades.
En 1588, le baron de Braubach, seigneur du lieu nomme un chapelain et ainsi notre chapelle deviendra irrégulièrement un bénéfice, où il est dit une messe par mois, alors qu'auparavant on y célébrait deux offices par semaine.
En 1607, la chapelle disposait des revenus ci-après :
15 jours de terres labourables, 7 fauchées de prés, 1chénevrière, 2 petits jardins au pourtour, 1 maisonnette, disparue pendant les guerres  le tout rapportait 22 francs l'an.
En 1734, Becker Antoine, encore séminariste se fit attribuer la chapelle en bénéfice par la cour souveraine de Nancy mais la communauté de Maxstadt fait opposition en prétextant que Becker a obtenu ce bénéfice par surprise alors que le curé y disait jusque-là une messe par semaine, le samedi.
Becker prétend qu'il détient un titre en bonne et due forme fixant les messes à 13 par an, suivant une ordonnance de l'évêque datant de 1607 (adm.g.388) et que lors d'une convention de 1634 entre le chapelain Etienne Stock et le curé Fréminius fixait elle aussi les offices à 13 par an. L'abbé Becker, alors vicaire à Biding, disait bien une messe par semaine, mais lorsqu'il fut nommé curé de Roupeldange, qui se trouve à 28 km de Maxstadt, il fit dire par son chapelain 13 messes par an. Par ailleurs, Becker reproche aux habitants de Maxstadt d'avoir vendu la cloche de la chapelle de 100 kg à ceux de Biding pour s'en faire fondre une autre de 250 kg pour qu'elle s'accorde avec la sonnerie de celles de l'église et qu'ils ont même fait limer le nom du chapelain sur la vieille cloche de la chapelle. Il s'ensuivit une suite de procès de 1742 qui ne finirent qu'à la Révolution. Becker propose de dire les messes à Roupeldange, car les vicaires de Biding, de Barst et Hoste refusent tous de les dires, car les ornements sont sales et moisis et qu'il faut chaque fois battre le village pour trouver un servant de messe. Enfin, dans les dernières années de la Révolution, Becker âgé et impotent ne viendra que deux fois par an dire la messe à la chapelle.
Chronologie de la chapelle :
- dès la nuit des temps, source déesse des celtes
- VIIIe siècle, ermitage probable
- 1267, édification de la chapelle
- 1588, nomination d'un chapelain par Braubach
- 1607, ordonnance évêchoise fixant 13 messes par an
- 1622, la chapelle est gravement ruinée par la soldatesque
- 1634, convention entre le chapelains et le curé
- 1718, restauration par les habitants
- 1721, l'évêque ordonne la séparation du bénéfice
- 1734, le bénéfice est attribué aux séminaristes Becker de Maxstadt
- 1742, début des procès et conclusion en 1775
- 1794, la femme Martin Hemmer, arrière-grand-mère de Mélanie Martin, se rendit à pieds au district de Sarreguemines pour acquérir pour 100 francs la chapelle comme hangar agricole pour la sauver des destructions révolutionnaires
- 1811, la communauté rachète la chapelle aux Martin pour le même prix et la restaure
- 1856, chaque semaine s'y déroule un marché très fréquenté
- 1940-1945, lors de la libération du village, la chapelle est l'un des rares bâtiments qui a échappé aux destructions de la guerre.
- 1996-2004, quatrième restauration et inauguration le 20 juin 2004 en présence de Pierre Raffin, évêque de Metz.

#### Patrimoine militaire

##### Élément de la ligne Maginot Aquatique

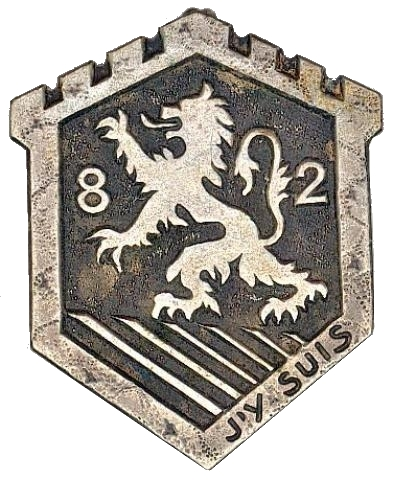
Insigne régimentaire du 82e Régiment d'infanterie.

La fortification présentent sur la banc de Maxstadt faisait partie du Secteur fortifié de la Sarre. Il dépendait du sous secteur de Leyviller et était sous les ordres du 82e régiment d'infanterie (France) (82° RMIF)
Aux alentours ou sur le banc, on peut y trouver :
- Le P.A. de Maxstadt
- Le P.A. du Weiher
- La Casemate MC19
- La défense du bois du Schirmenstuden
- Les blockhaus du Strangetzel
- Blockhaus du Rebberg
- Les observatoires du Rebberg
- Le P.A. du Scheidwald

Dans le P.A. du Weiher, se trouve le Blockhaus 2 (ou C5B - Weiher 2). Ce petit blockhaus antichar est une curiosité probablement unique sur l'ensemble de la Ligne Maginot. Il possède en effet dans sa chambre de tir des rails à voie de 60 ! Ceux-ci, disposés à angle droit et ayant en commun une plaque tournante, permettaient à un chariot supportant l'affût d'un canon AC de 47 M de se déplacer d'un créneau à l'autre et donc d'agir alternativement dans deux directions à 90° (c’est un "affût pivot"). On ignore comment le recul du canon était absorbé par le chariot...[…]

#### Patrimoine civil

##### La Fontaine Saint Jacques[29]
C’est proche du centre du village, non loin de l’église, en face de la rue de la Fontaine et à l’entrée de la rue de la Chapelle, que se dresse fièrement depuis le début du XXe siècle, cette belle fontaine dédiée à saint Jacques le Majeur, patron de la paroisse.
Avant que ce monument soit érigé, c’est en 1879 qu'il est décidé par le maire Jean Schwartz de réaliser des travaux de captages et d'alimentation en eau de la fontaine du village. Ce n'est qu'en 1881 que s’achevèrent les premiers travaux de captage de la source du lieu-dit « Rohr » entre les parcelles 172 et 173, ainsi que la canalisation, longue de plus de 800m, acheminant son eau jusqu’à deux points d’eau dans le village. Un dans la rue de la Fontaine au lieu « am winkeller » (les caves à vin) et un autre à l’entrée de la rue de la Chapelle, en face de l’ancienne boulangerie-épicerie. C’est ce dernier point d’eau qui deviendra « La fontaine St. Jacques ».
Extrait du registre des délibérations du conseil municipal 
District de Lorraine – Arrondissement de Forbach Canton : Grostenquin – Commune : Maxstadt
Séance du conseil municipal de Maxstadt du 1er mai 1879

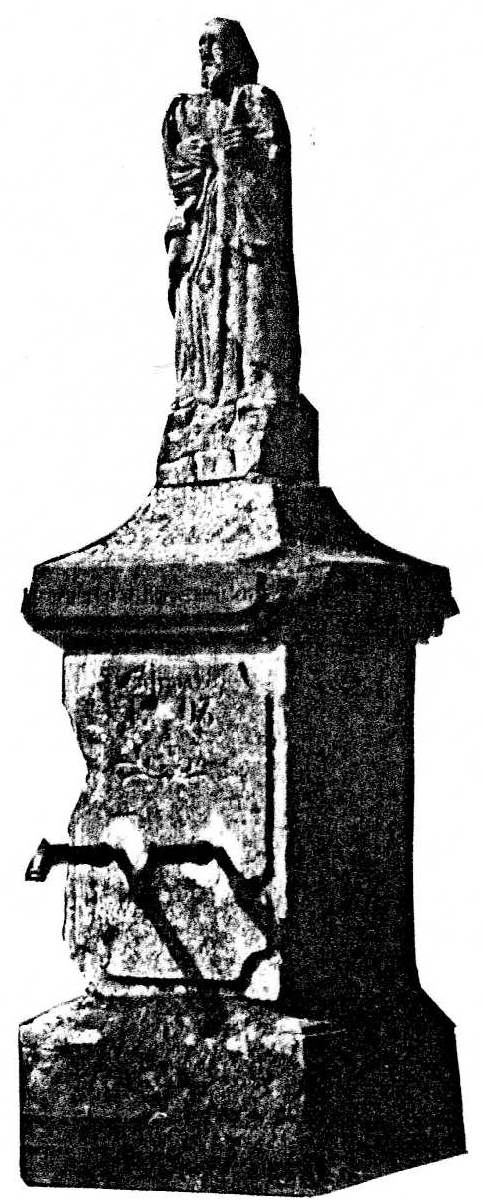
La fontaine Saint-Jacques.

Objet : Proposition de conduite d’eau pour alimenter la fontaine communale.Le conseil municipal de Maxstadt, réuni sous la présidence du maire Schwartz, en séance publique ordinaire, a examiné la proposition relative à la pose d’une conduite d’eau pour la fontaine communale du village, selon le devis de la maison Scheden (entrepreneur communal à Forbach) daté du 26 mars 1879.
Montant total : 4906 marks, dont 306 marks pour les travaux de tranchée manuelle.
Le conseil déclare qu’il est urgent de procéder à l’alimentation de la fontaine du village dans les plus brefs délais. Le conseil municipal estime que les travaux doivent commencer sans délai, et demande l’autorisation de la Direction du district royal de Forbach.
Comme la commune ne dispose pas des fonds nécessaires pour régler immédiatement l’entreprise Scheden, le conseil propose de contracter un emprunt équivalent au montant des travaux auprès d’une société par actions de Strasbourg.
Cet emprunt devra être remboursé ultérieurement, dès que la commune percevra les produits des impositions exceptionnelles (Golzpflichten).
Décidé à Maxstadt, le jour susmentionné.
Signataires :Becker, Kimmel, Reheisse, Streiff, Goettmann, Reder, Schwartz
Le Maire : Schwartz
Construction des fontaines

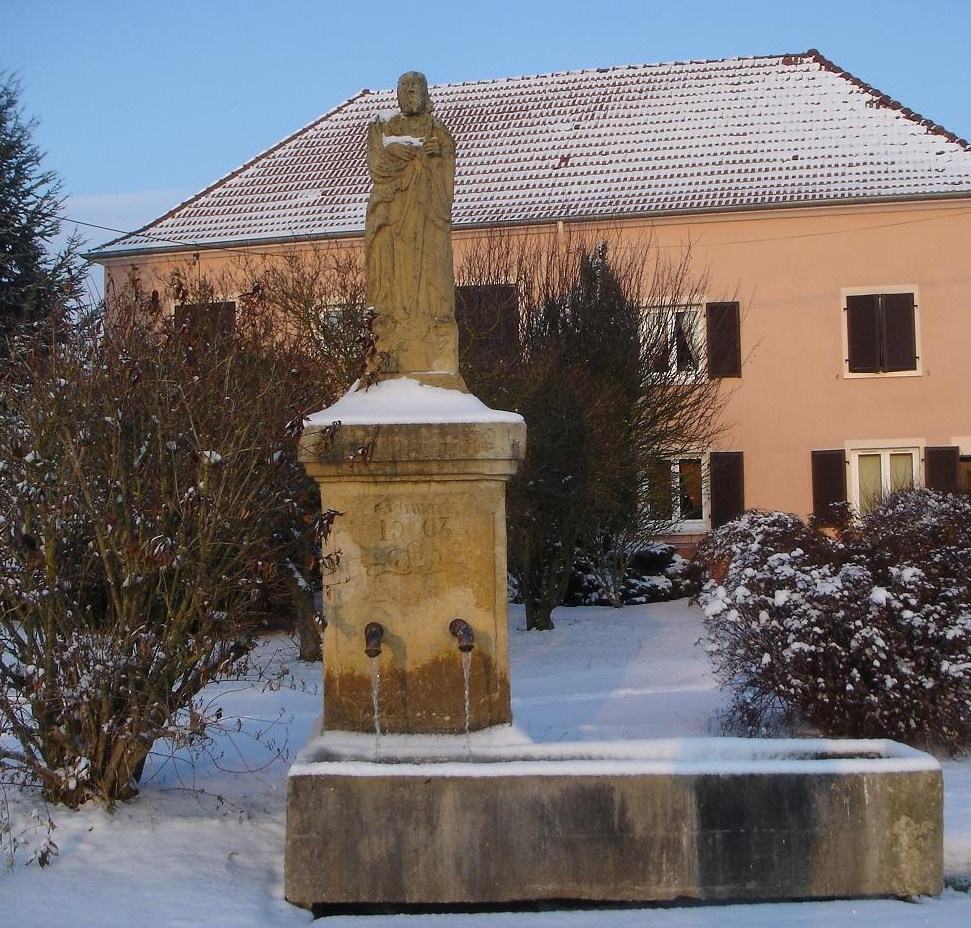
La fontaine Saint-Jacques actuelle.

À leurs origines, les deux points d’eau devaient avoir le même aspect et étaient indispensable aux habitants car ils servaient d’abreuvoir pour leurs chevaux et leur bétail, quand ceux-ci allaient ou rentraient des champs.
C’est plus de vingt ans plus tard, que le conseil municipal, présidé par le maire Jean Schwartz (1841-1909), décide la rénovation de la fontaine située à l’entrée de la rue de la Chapelle. Aujourd’hui encore, on peut y lire sur le monument : « Erneuert durch den burgermeister Schwartz » (restauré par le maire Schwartz).
L’étude et le suivi furent confiés au « wiesenbaumeister » Braunstetter (l’architecte Braunstetter), de Faulquemont.
Le montage de l’ensemble fut confié au maçon Jean Kinosky de Biding (village voisin de Maxstadt), que tout le monde surnommait « Meister Kinosky » (Maitre Kinosky) et qui était bien connu des anciens de son village. Quelques-uns de ses ouvrages sont encore visibles aujourd'hui à Biding et notamment, la grotte dans l’entrée de l’église, ainsi que les deux maisons Estreich et Helleringer, encore présentes à la sortie du village vers Vahl-Ebersing.
L’ensemble des pierres qui constituent l’ouvrage sont des pierres de Jaumont extraites des carrières de Roncourt.
Les travaux de terrassement et d’installation débutèrent après la Toussaint de 1903 et s’achevèrent le 13 novembre de cette même année.
Le monument est solidement ancré sur un socle de pierres, aujourd’hui disparu sous un remblai d’une épaisseur d’un demi mètre environ, à la suite des travaux de réaménagement du village, à la dernière guerre.
Jean Kinosky eut toutes les peines du monde pour ériger le monument, surtout pour la stèle de grande taille et dont le poids était excessif pour les faibles moyens de levage qui existaient à cette époque dans nos campagnes. Ce n’est qu’au soir du jeudi 12 novembre 1903 que « le  meister » eut l’idée d’utiliser un palan monté sur des rails afin de pouvoir mettre rapidement en place la stèle sur le socle de pierre et la statue sur sa stèle.
La stèle est un gros bloc monolithe sur lequel figure la mitre épiscopale qui rappelle que Maxstadt était jadis propriété de l’Évêque de Metz. 
C’est aussi de cette pierre que s’écoule l’eau de la source par l’intermédiaire de deux tuyaux en fonte reliés à la canalisation du captage.
Enfin, la statue de saint Jacques le Majeur repose sur cette stèle et l’ensemble mesure environ 3,50 mètres aujourd’hui.
Au début de l'après-midi du 13 novembre 1903, il ne reste plus qu’à installer les deux abreuvoirs en tôle de grandes dimensions, pesant chacun plus de 500 kg et posés sur dix pierres de taille. Ces deux abreuvoirs furent fabriqués par l’entreprise Schmitt de St Avold. À l’origine, ils se rejoignaient bout-à-bout au centre du monument, d’où l’utilité des deux sorties d’eau (une pour chaque abreuvoir). Ce n’est que par la suite qu’ils ont été déplacés vers la droite, pour finalement disparaitre après-guerre.
Aujourd’hui, il ne reste plus qu’un modeste bac en béton, posé devant le monument entre les années 1950 et 1960. Avec plus de 110 ans, le monument encore fonctionnel, est toujours visible comme un élément de décoration dans village.
De même que pour le second point d’eau, toujours présent « am winkeller » et fonctionnel, sert encore aux agriculteurs, qui y viennent remplir leur citerne durant la belle saison, pour abreuver leur bétail dans les champs.

### Personnalités liées à la commune
La commune ne comporte pas de personnalités particulières liées à son histoire.
Notons tout de même qu'il existe de nombreuses familles aux États-Unis, portant le nom de "MAXSTADT". 
L’origine est-elle liée à la commune ? (des recherches sont en cours)

### Héraldique
| Blason de Maxstadt | Blason  | Parti d'azur à la crosse d'or, et de gueules à la crosse contournée d'argent, à la bordure du même. |
| Blason de Maxstadt | Détails | Le blason rappelle que Maxstadt était partagé entre trois abbayes : celle de Saint-Pierre de Metz, celle de Sainte-Glossinde de Metz (qui portait "d'azur, à sainte Glossinde surmontée d'une couronne portée par deux anges, le tout d'or") et celle de Saint-Avold (qui portait "d'azur, à un moine bénédictin tenant de la dextre un livre ouvert et de la senestre une crosse abbatiale posée en barre, le tout d'or"). |